# Mirna (folyó)
A Mirna folyó az Isztriai-félszigeten, Isztria leghosszabb folyója.
A folyó a Ćićarija hegységnél ered, Buzettől keletre, és Novigradtól 3 km-re keletre torkollik az Adriai-tengerbe. Flis és mészkőmezőkön folyin át. Hossza 53 km, vízgyűjtő területe 458 km². Istarska Toplica közelében egy 200 m mély szurdokot vájt a mészkőbe.
Fő mellékvizei a Ričina, a Butoniga (Botonega) és a Bračana (Bracan).
Jelentősebb városok az Mirna mentén: Buzet, Motovun és Novigrad. Motovun, Grožnjan, Oprtalj és más települések a folyó völgye fölötti dombokon fekszenek.
Folyása alsó részén a folyót már 1631-ben csatornázták. Közelebb a tengerhez a víz sós, mert az árapály hullám behatol rajta. A folyó forrásait elfoglalták az isztriai vízmű szükségleteihez. 
A Mirna valaha mintegy 10 km hosszan hajózható volt, ami mára már nem mondható el. A folyó szabályozása és duzzasztása drasztikusan megváltoztatta a környék vízrajzát. Újabban erőfeszítéseket tesznek a régi helyzet visszaállítására. A partmenti vizes élőhelyeket helyreállítják és megművelik. 
A felső szakaszon sok sebespisztráng található. Az alsó szakaszon sok angolna, aranydurbincs, csíkos durbincs, tengeri pér és mások, míg a Butonigi-tóban ponty, fejes domolykó és pisztráng található.
A Mirna mentén található a Motovuni-erdő a mediterraneum egyik utolsó síkvidéki tölgyese. Az erdőben pedig szarvasgomba terem.